# 8664 Grigorijrichters
8664 Grigorijrichters eller 1991 GR1 är en asteroid i huvudbältet som upptäcktes 10 april 1991 av den amerikanske astronomen Eleanor F. Helin vid Palomar-observatoriet. Den är uppkallad efter Grigorij Richters.
Asteroiden har en diameter på ungefär 4 kilometer och den tillhör asteroidgruppen Vesta.